# Anne-Hélène Suárez
Anne-Hélène Suárez Girard (Barcelona, 1960) es una sinóloga, traductora, profesora y escritora española.

## Biografía
Especialista en filología china, profesora de lengua china clásica y moderna, de traducción del chino, de literatura china y arte chino. Es también traductora literaria y cinematográfica de diversos idiomas al español y al francés. Ha trabajado para numerosas editoriales y participado en publicaciones de diversa índole. Es autora de numerosas reseñas sobre libros traducidos de literatura china para ABC Cultural y Babelia.
Ha sido profesora de chino y de lengua y civilización chinas en la Universidad Autónoma de Barcelona. Actualmente, se dedica a la traducción literaria y a la escritura.
Es la hija mayor del escritor y director de cine español Gonzalo Suárez.

## Traducción
Es autora de la obra literaria original Alas de tiniebla (Olañeta, 2015). 
Dentro de su extensa labor de traducción, tanto literaria como cinematográfica, destaca la edición y traducción de textos chinos clásicos así como de obras sinológicas diversas. Entre sus muchos trabajos se encuentran algunas de las obras esenciales del pensamiento chino, como las Analectas y el Daodejing, y las de algunos de los poetas más notables de la dinastía Tang, como Li Bai, Wang Wei o Bai Juyi.
Cabe destacar asimismo sus traducciones del francés, entre las que se encuentran, entre otras, las de gran parte de la obra de la autora de novela policíaca Fred Vargas.
Es Premio Nacional a la Obra de un Traductor 2021.
Traducción selecta
- Sufismo y taoísmo. Ibn ‘Arabî, Laozi y Zhuangzi, de Toshihiko Izutsu, Siruela, Madrid, 2019.
- Ficciones filosóficas del Zhuangzi, de Romain Graziani. Traducción de Anne-Hélène Suárez Girard. Trotta, Madrid, 2018.
- Cinco meditaciones sobre la belleza (Cinq méditations sur la beauté), de François Cheng. Siruela, Madrid, 2007.
- A punto de partir. 100 poemas de Li Bai, edición y traducción, Pre-Textos, Valencia, 2005.
- De la esencia o del desnudo (De l'essence ou du nu), de François Jullien, Alpha Decay, Barcelona, 2004.
- Cuatro lecturas sobre Zhuangzi (Leçons sur le Tchouang-tseu) de J.F. Billeter, Siruela, Madrid, 2003.
- 111 cuartetos de Bai Juyi, edición y traducción, Pre-textos, Valencia, 2003.
- Historia del pensamiento chino de Anne Cheng, Bellaterra, 2003.
- Un sabio no tiene ideas (Un sage est sans idée), de François Jullien, Siruela, Madrid, 2001.
- 99 cuartetos de Wang Wei y su círculo, edición y traducción, Pre-textos, Valencia, 2000.
- Tratado de la eficacia (Traité de l'efficacité), de François Jullien, Siruela, Madrid, 1999.
- Elogio de lo insípido (Éloge de la fadeur), de François Jullien, Siruela, Madrid, 1998.
- Libro del curso y de la virtud (Dao de jing), de Lao zi, edición y traducción (prólogo de François Jullien), Siruela, Madrid, 1998. Reeditado en 2003 como Tao te king.
- Lunyu. Reflexiones y enseñanzas de Confucio. Traducción del chino y notas de Anne-Hélène Suárez. Clásicos Kairós. Barcelona, 1997.
- Cent un juejus de Xina Tang, en colaboración con Ramon Dachs, Alfons el Magnànim, 1997.
- Recordando el pasado en el Acantilado rojo y otros poemas de Su Dongpo, Hiperión, 1992.
- Cincuenta poemas de Li Bo, Hiperión, 1988.

## Premios
- VI Premio de Traducción Ángel Crespo (2003) por la traducción del francés de Historia del pensamiento chino (Histoire de la pensée chinoise) de Anne Cheng, Ed. Bellaterra, Barcelona, 2002.[7]
- Premio Stendhal de traducción, por La tercera virgen, de Fred Vargas.[8]
- Premio Nacional a la Obra de un Traductor 2021.[6]